# Akoris
Akoris (égyptien: Mer-nefer(et) (durant l’Ancien et le Moyen Empire), Per-Imen-mat-khent(j) (Nouvel Empire), ou Dehenet (durant la XXVIe dynastie) est le nom grec du village actuel de Ṭihnā al-Ǧabal (arabe طهنا الجبل), situé à douze kilomètres au nord d’Al-Minya, sur la rive orientale du Nil. 
Le site archéologique est situé au sud-est du village moderne, on y trouve des vestiges d’un temple.
Les dieux que l'on y vénère au IIe siècle de notre ère sont Soukhos (Sobek), Ammon, Hermès (Thot) et Héra (peut-être Isis ou Hathor).